# نیوکی سولدو اورگانتینو
نیوکی سولدو اورگانتینو (انگلیسی: Gnecchi-Soldo Organtino; ۱ ژانویهٔ ۱۵۳۰ – ۱ ژانویهٔ ۱۶۰۹) یک میسیونر اهل ایتالیا و از اعضای انجمن عیسی بود که در دوره تجاری نانبان (۱۵۴۳–۱۶۴۱) در ژاپن به فعالیت پرداخت. وی با انگیزه ترویج مسیحیت در آسیای شرقی به انجمن عیسی پیوست، و در سال ۱۵۷۰ از طریق هند پرتغال و ملاکای امپراتوری پرتغال به ژاپن فرستاده شد. در ژاپن مورد پذیرش و احترام اودا نوبوناگا قرار گرفت، و در سال ۱۵۷۶ توانست کلیسایی در کیوتو بسازد. وی همچنین یک صومعه و کلیسا (ساختمان) در قلعه آزوچی کنار دریاچه بیوا در ۱۵۸۰ ساخت و یک مدرسه مذهبی را باز کرد. در مجموع، وی سهم بزرگی به عنوان یک مبلغ در ژاپن داشت. بعد از آنکه به ناگاساکی فرستاده شد به علت بیماری در ۱۶۰۹ درگذشت.